# Владета Димитријевић
Владета Димитријевић (Мало Црниће, 7. новембар 1925 — Београд, 5. мај 2017) био је српски оперски певач (баритон).

## Биографија
Владета Димитријевић рођен у Малом Црнићу одрастао је у Београду где је завршио Прву мушку гимназију на Дорћолу. Уписао је Правни факултет у Београду и паралелно се учланио у Културно уметничко друштво Иво Лоле Рибара у Београду, што га је дефинитивно определило за музику. Певање је студирао у Милану и Бечу где је и дипломирао. Током школовања учествовао је на многим певачким фестивалима широм Европе, где је и побеђивао.

## Каријера
Дебитовао је 1951. године на сцени Народног позоришта у Београду када је и постао стални члан опере Народног позоришта.
Током своје дугогодишње каријере у Београдској опери певао је главне улоге баритонског фаха у следећим операма: „Трубадур“ – Гроф Луна, „Бал под маскама“ – Ренато, „Набуко“ – Набуко, „Андре Шеније“ – Жерар, „Тоска“ – Скарпија, „Аида“ – Амонастро, „ Кармен“ – Ескамиљо, „Кнез Игор“ – Кнез Игор, „Пикова дама“ – Гроф Томски, „Фигарова женидба“ – Гроф Алмавиво, „Љубавни напитак“ – Белкоре , „Кавалерија Рустикана“ – Алфио.
Наступао је на оперским сценама у свету, попут Бољшој театра, али и у оперским кућама у Мадриду, Барселони, Каиру, Бечу, Милану, Одеси, Венецији... kао и широм целе бивше Југославије.
Добитник је годишње награде Народног позоришта 1977. године за успешно тумачење грофа Луна у Вердијевом „Трубадурy“.